# Adelaide International 2020 - Qualificazioni singolare femminile
Le qualificazioni del singolare dell'Adelaide International 2020 sono state un torneo di tennis preliminare per accedere alla fase finale della manifestazione. Le vincitrici dell'ultimo turno sono entrate di diritto nel tabellone principale. In caso di ritiro di una o più giocatrici aventi diritto sono subentrati i lucky loser, ossia le giocatrici che hanno perso nell'ultimo turno ma che avevano una classifica più alta rispetto alle altre partecipanti che avevano comunque perso nel turno finale.

## Teste di serie
1. Yulia Putintseva (qualificata)
2. Carla Suárez Navarro (primo turno)
3. Bernarda Pera (qualificata)
4. Aliaksandra Sasnovich (qualificata)
5. Daria Kasatkina (qualificata)
6. Viktorija Golubic (qualificata)

1. Tatjana Maria (ultimo turno, lucky loser)
2. Tímea Babos (ultimo turno, lucky loser)
3. Vitalia Diatchenko (ultimo turno, lucky loser)
4. Jasmine Paolini (primo turno)
5. Anastasia Potapova (ultimo turno)
6. Pauline Parmentier (primo turno)

## Qualificate
1. Yulia Putintseva
2. Arina Rodionova
3. Bernarda Pera

1. Aliaksandra Sasnovich
2. Daria Kasatkina
3. Viktorija Golubic

### Lucky loser
1. Tatjana Maria
2. Tímea Babos

1. Vitalia Diatchenko

## Tabellone

### Legenda
| - Q = Qualificato - WC = Wild card - LL = Lucky loser | - ALT = Alternate - SE = Special Exempt - PR = Protected Ranking | - w/o = Walkover - r = Ritirato - d = Squalificato |

### Sezione 1
|  | Primo turno | Primo turno       | Primo turno       | Primo turno | Primo turno |  |  | Ultimo turno | Ultimo turno | Ultimo turno | Ultimo turno | Ultimo turno |  |
|  |             |                   |                   |             |             |  |  |              |              |              |              |              |  |
|  | 1           | Y Putintseva      | Y Putintseva      | 6           | 6           |  |  |              |              |              |              |              |  |
|  |             | E Shibahara       | E Shibahara       | 3           | 4           |  |  | 1            | Y Putintseva | Y Putintseva | 6            | 6            |  |
|  | WC          | C Kempenaers-Pocz | C Kempenaers-Pocz | 6(9)        | 3           |  |  | 9            | V Diatchenko | V Diatchenko | 1            | 4            |  |
|  | 9           | V Diatchenko      | V Diatchenko      | 7           | 6           |  |  |              |              |              |              |              |  |

### Sezione 2
|  | Primo turno | Primo turno      | Primo turno | Primo turno | Primo turno |  |  | Ultimo turno | Ultimo turno | Ultimo turno | Ultimo turno | Ultimo turno |  |
|  |             |                  |             |             |             |  |  |              |              |              |              |              |  |
|  | 2           | C Suárez Navarro | 6           | 4           | 4           |  |  |              |              |              |              |              |  |
|  |             | A Rodionova      | 4           | 6           | 6           |  |  |              | A Rodionova  | 6            | 1            | 6            |  |
|  | WC          | A Marshall       | A Marshall  | 3           | 2           |  |  | 11           | A Potapova   | 2            | 6            | 2            |  |
|  | 11          | A Potapova       | A Potapova  | 6           | 6           |  |  |              |              |              |              |              |  |

### Sezione 3
|  | Primo turno | Primo turno  | Primo turno  | Primo turno | Primo turno |  |  | Ultimo turno | Ultimo turno | Ultimo turno | Ultimo turno | Ultimo turno |  |
|  |             |              |              |             |             |  |  |              |              |              |              |              |  |
|  | 3           | B Pera       | B Pera       | 6           | 6           |  |  |              |              |              |              |              |  |
|  |             | K Boultler   | K Boultler   | 4           | 3           |  |  | 3            | B Pera       | 7            | 2            | 7            |  |
|  | PR          | C Vandeweghe | C Vandeweghe | 6           | 6           |  |  | PR           | C Vandeweghe | 6(5)         | 6            | 5            |  |
|  | 10          | J Paolini    | J Paolini    | 3           | 4           |  |  |              |              |              |              |              |  |

### Sezione 4
|  | Primo turno | Primo turno | Primo turno | Primo turno | Primo turno |  |  | Ultimo turno | Ultimo turno | Ultimo turno | Ultimo turno | Ultimo turno |  |
|  |             |             |             |             |             |  |  |              |              |              |              |              |  |
|  | 4           | A Sasnovich | 6           | 4           | 6           |  |  |              |              |              |              |              |  |
|  |             | S Aoyama    | 1           | 6           | 4           |  |  | 4            | A Sasnovich  | A Sasnovich  | 7            | 6            |  |
|  |             | N Han       | N Han       | 1           | 6(2)        |  |  | 7            | T Maria      | T Maria      | 6(3)         | 0            |  |
|  | 7           | T Maria     | T Maria     | 6           | 7           |  |  |              |              |              |              |              |  |

### Sezione 5
|  | Primo turno | Primo turno  | Primo turno  | Primo turno | Primo turno |  |  | Ultimo turno | Ultimo turno | Ultimo turno | Ultimo turno | Ultimo turno |  |
|  |             |              |              |             |             |  |  |              |              |              |              |              |  |
|  | 5           | D Kasatkina  | 3            | 6           | 6           |  |  |              |              |              |              |              |  |
|  | WC          | A Banks      | 6            | 1           | 3           |  |  | 5            | D Kasatkina  | D Kasatkina  | 6            | 6            |  |
|  |             | G Dabrowski  | G Dabrowski  | 6           | 6           |  |  |              | G Dabrowski  | G Dabrowski  | 2            | 2            |  |
|  | 12          | P Parmentier | P Parmentier | 2           | 1           |  |  |              |              |              |              |              |  |

### Sezione 6
|  | Primo turno | Primo turno | Primo turno | Primo turno | Primo turno |  |  | Ultimo turno | Ultimo turno | Ultimo turno | Ultimo turno | Ultimo turno |  |
|  |             |             |             |             |             |  |  |              |              |              |              |              |  |
|  | 6           | V Golubic   | V Golubic   | 6           | 6           |  |  |              |              |              |              |              |  |
|  | WC          | A Parnaby   | A Parnaby   | 4           | 2           |  |  | 6            | V Golubic    | 6            | 6(4)         | 6            |  |
|  |             | M Björklund | M Björklund | 3           | 1           |  |  | 8            | T Babos      | 4            | 7            | 4            |  |
|  | 8           | T Babos     | T Babos     | 6           | 6           |  |  |              |              |              |              |              |  |